# Quận Sarasota, Florida
Quận Sarasota là một quận thuộc tiểu bang Florida, Hoa Kỳ. Quận lỵ đóng ở Sarasota6. 
Dân số theo điều tra năm 2010 của Cục điều tra dân số Hoa Kỳ là 379448 người.

## Địa lý
Theo Cục điều tra dân số Hoa Kỳ, quận này có diện tích 1878 km2, trong đó có 398 km2 là diện tích mặt nước.